# Songs from Instant Star Three
Songs from Instant Star Three est un album réunissant toutes les chansons de la deuxième saison de la série télévisée Ma vie de star, majoritairement interprétées par Alexz Johnson.
Cet album est sorti le 3 juillet 2007 au Canada.

## Liste des Chansons
1. "Where Does It Hurt" — Alexz Johnson
2. "Waste My Time" — Cory Lee
3. "What You Need" — Tyler Kyte
4. "I Don’t Know If I Should Stay" — Alexz Johnson
5. "Just the Beginning" — Alexz Johnson
6. "Love to Burn" — Cory Lee
7. "Unraveling" — Alexz Johnson
8. "Don’t You Dare" — Alexz Johnson
9. "I Will Be the Flame" — Cory Lee feat. Alexz Johnson
10. "Worth Waiting For" — Tyler Kyte
11. "Darkness Round the Sun" — Zoie Palmer/Alexz Johnson
12. "Shooting Star" — Zoie Palmer
13. "The Breakdown" — Alexz Johnson
14. "No Shoes No Shirt" — Cory Lee